# Nage Waza

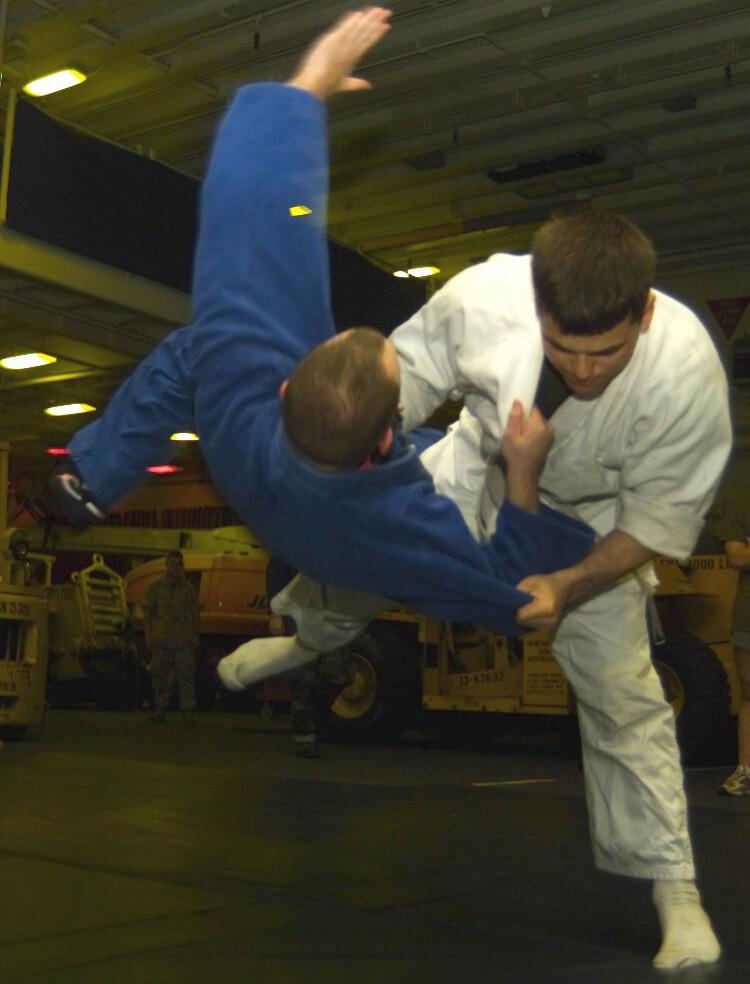
Dvojice cvičenců provádějící chvat Ó soto gari což znamená Velký Vnější Podmet

Nage Waza je skupina technik v postoji, které se dělí do tří skupin. Jedná se zejména o přehozy, hody, podmety, strhy, porazy či zvraty. Ve dnešních upolových sportech (např. Judo) je kladen důraz na bezpečnost tzn. jsou zakázány techniky, které by mohly vést ke zranění. Naopak v původních bojových uměních šlo hlavně o zneškodnění a poškození protivníka. Obecný účelem těchto technik je srazit protivníka k zemi s maximálním využitím gravitační síly pro zvýšení účinnosti hodu. 

## Rozdělení

#### Te Waza
Techniky rukou
- Tai-otoši
- Seoi-nage
- Kata-guruma
- Uki-otoši
- Sumi-otoši
- Sukui-nage
- Obi-otoši
- Seoi-otoši
- Yama-araši
- Morote-gari
- Kučiki-taoši
- Kibisu-gaeshi
- Uchi-mata-sukaši
- Kouči-gaeši
- Ippon-seoi-nage
- Morote-seoi-nage

#### Goši Waza
Techniky boků
- Uki-goši
- Harai-goši
- Curikomi-goši
- Hane-goši
- O-goši
- Uširo-goši
- Ucuri-goši
- Curi-goši
- Koši-guruma
- Daki-age
- Sode-curikomi-goši

#### Aši Waza
Techniky  nohou
- Hiza-guruma
- Ouči-gari
- Osoto-gari
- Sasae-curikomi-aši
- Harai-curikomi-aši
- Okuri-aši-haraj
- Deaši-haraj
- Kouči-gari
- Kosoto-gari
- Uči-mata
- Kosoto-gake
- Aši-guruma
- O-guruma
- Osoto-guruma
- Osoto-otoši
- Cubame-gaeši
- Osoto-gaeši
- Ouchi-gaeši
- Hane-goši-gaeši
- Harai-goši-gaeši
- Uči-mata-gaeši

### Sutemi Waza
Technika strhů.

#### Ma Sutemi Waza
Techniky strhů, kdy útočník (tori) hází obránce (uke) za sebe.
- Tomoe-nage
- Ura-nage
- Sumi-gaeši
- Hikkomi-gaeši
- Tawara-gaeši

#### Yoko Sutemi Waza
Techniky strhů, kdy tori hází soupeře do strany
- Yoko-guruma
- Tani-otoši
- Yoko-wakare
- Yoko-otoši
- Hane-makikomi
- Soto-makikomi
- Uči-makikomi
- Daki-wakare
- Kani-basami
- Osoto-makikomi
- Uči-mata-makikomi
- Harai-makikomi